# Senconac
Senconac – miejscowość i gmina we Francji, w regionie Oksytania, w departamencie Ariège.
Według danych na rok 2010 gminę zamieszkiwało 8 osób, a gęstość zaludnienia wynosiła 1 osobę/km².